# Canta U Populu Corsu
Canta u Populu Corsu es un grupo musical originario de Córcega, conocido por interpretar canciones en lengua corsa y promover la cultura y la identidad de la isla. Su repertorio incluye composiciones de carácter nacionalista corso, así como piezas tradicionales y contemporáneas.

## Historia
El grupo fue fundado en 1973. Su nombre significa literalmente "El pueblo corso canta" (o según uno de sus miembros más antiguos, Cècè François Buteau, "Esto es lo que canta el pueblo corso"). Las canciones del grupo tienen su origen en versiones de géneros tradicionales corsos, como las paghjelle y los lamenti, con el objetivo inicial de preservar y difundir el testimonio musical de las generaciones mayores en los pueblos de la isla. Muy rápidamente surgieron creaciones del grupo, a veces de fuerte carácter político, que atestiguan su compromiso regionalista y luego nacionalista e independentista, particularmente en los años 1970 y 1980. Jean-Paul Poletti, Petru Guelfucci y Minicale, miembros fundadores del grupo, participaron en el éxito del grupo antes de irse en 1981 por desacuerdos políticos y los dos primeros también para iniciar una carrera en solitario. En la aventura también participaron los hermanos Bernardini de I Muvrini.
Canta U Populu Corsu es el grupo pionero en el resurgimiento de la musica en lengua corsa. En 1981, el grupo creó escuelas de canto en toda la isla y formó a jóvenes en la práctica del canto polifónico pero especialmente en la práctica de la lengua corsa a través del canto.
En 2001, Canta U Populu Corsu, en el álbum "Rinvivisce", rindió homenaje a Lounès Matoub, cantante argelino de música cabila, implicado en el nacionalismo amazigh, asesinado en 1998 .
En 2003 falleció el líder del grupo Natale Luciani, uno de los fundadores del grupo, del que era el representante más emblemático y también un activista cultural y político. Desde entonces, Canta u Populu Corsu ha continuado su labor de difusión de la lengua y la cultura corsas, realizando actuaciones tanto en Córcega como en otros lugares fuera de la isla, en parte por la diáspora corsa en otras ciudades de Francia como París (en el Bataclan en 2005, 2007, 2008 y 2011, en el Olympia 2006 y 2009, en La Cigale en 2010 y en el Trianon en 2014), en Marsella, Lyon, Aix-en-Provence, Chomérac o en Euskal Herria, pero también en Suiza, Italia e Irlanda.

## Discografía
| 1971: Théâtre de la ville (Live) |
| --- |
| 1. Voce Muntagnole 2. Arrietta 3. Festa Zitellina 4. Mal'cunciliu 5. A Palitina 6. Barbara Furtuna 7. Surella D'Irlanda 8. Ci Hè Dinu 9. Voglie Scrivu U To Nome 10. Paghjella Di Ponte Novu 11. Ghjennaghju 12. Amicu Ci Si Tù 13. Quandi A Terra Move 14. Dio Vi Salvi Regina 15. Allegria |

| 1975: Eri, Oghje, Dumane |
| --- |
| 1. Sognu È Spiranza 2. Paghjella Di U Tagliu 3. Vocariu Di Ghjuvan Cameddu 4. I Corsu Impinzutiti 5. Alcudina 6. Nanna Di U Cuscionu 7. Corsica Nostra 8. Terzetti 9. Lamentu D'Antuninu 10. Madrigale (Ecco Bella) 11. Seri Sera 12. Lettera Di U Mulatteru À U Corsu 13. Dio Vi Salvi Regina |

| 1976: Libertà |
| --- |
| 1. Suldatu Di U Populu Và 2. A Palatina 3. Arriti 4. U Culunialistu 5. A Rivolta 6. Chjama Per U Zitellu 7. U Muvrinu 8. Sunate Lu Cornu 9. Simu Sbanditi 10. Lettera Di U Prigiuneru |

| 1977: Canti Di A Terra Di L'Omi |
| --- |
| 1. A Canzona Di U Pianu 2. A La Fiera Di San Francè 3. I Mulatteri Di L'Ulmetu 4. Piscaia 5. Lamentu Di U Duttore Battesti 6. L'Alta Strada 7. Paghjella 8. Zighizon 9. Bruscu 10. Canzona Per Stella 11. A Merula |

| 1978: A Stradda Di L'Avvene |
| --- |
| 1. A Strada Di L'Omu 2. À Tè Pratendu 3. Terzetti Di U Piavanu 4. Ditemi 5. Surella D'Irlanda 6. L'Eletti 7. A Strage Di Bustanicu 8. Paghjella Di Ponte Novu 9. Clandestinu |

| 1979: Chjamu A Puesia |
| --- |
| 1. Mal'cunciliu 2. Arietta 3. U Vagabondu 4. Letter'a Mamma 5. L'Odore d'I Nostri Mesi 6. L'Ancura Di A Misericordia 7. L'Almanacu 8. Amicu Ci Si Tu 9. Quandi A Terra Move 10. Corsica Nazione |

| 1979: Festa Zitellina |
| --- |
| 1. Festa Zitellina 2. A Mio Lingua 3. Barabattule 4. Tessila Tù 5. Bianchina 6. Maria Muvrella 7. Un Paesagiu Cusì 8. Nannuccia 9. Quandu Seraghju Più Grande 10. A Strada A Vulpi È U Banditu 11. U Baullu 12. U Focu 13. Cecceccu È A Pulenda 14. Supplica À I Nostri Maestri 15. Principellu 16. À A Sbunurata 17. Topu Pinnutu 18. A Manu 19. U Rè Di Pullinaghju 20. Induvinella 21. I Mo Misgiucci 22. Una Volta Ci Era Un Rè 23. Filastrocche 24. A Polvera Di Grosso Minutu 25. Rundinella 26. Suppa Sumentrà |

| 1982: C'hè Dinù |
| --- |
| 1. U Soffiu Di Libertà 2. A Galuppà 3. Panicca Nera 4. Lamentu Di U Prigiunieru 5. Lisa Beda 6. Scuttiscia 7. Companero 8. Rossignyol 9. Missaghju 10. Vergogna À Tè 11. A Preghera 12. Citadella Da Fà 13. Sonniu 14. Haika Mutil 15. Scalanu 16. Lettera A Nicoli 17. Dio Ti Salva Maria 18. Scorsa La Vita 19. Fiaccula Di A Vita |

| 1993: In Cantu (best of) |
| --- |
| 1. Companero 2. Corsica nostra 3. I mulateri di l’Ulmetu 4. Quandi a terra move 5. Lamentu d’Antuninu l’Ulmisgianu 6. A palatina 7. L’ancura di a misericordia 8. Surella d’Irlanda 9. Allegria 10. Un soffiu di libertà 11. A strada di l’omu 12. U muvrinu 13. Citadella da fà 14. Mal’cunciliu 15. Lettera di u prigiuneru 16. Missaghju 17. L’alta strada 18. Clandestinu |

| 1995: Sintineddi |
| --- |
| 1. Sintineddi 2. Viaghji 3. E Muntagne D'Ese 4. U Valdu Di A Lama 5. A Dota 6. Beal Feirste 7. In Memoria 8. Piu Chè Sole 9. Donna Nera 10. Lettera D'Argentina 11. Tu Dumenicu 12. Diana Di L'Alba 13. Llego Con Tres Heridas 14. Rimori |

| 1998: Memoria |
| --- |
| 1. Un Paisanu 2. Lettera a Nicoli 3. Lettera Di U Mulateru A U Corsu 4. Piscaia 5. Rossignyol 6. U Muvrinu 7. U Paghjolu 8. Arrietta 9. Seri Sera 10. Lamentu Di U Prigiuneru 11. Barbara Fortuna 12. Scuttiscia 13. Lisa Bedda 14. U Vagabondu 15. A Galuppa 16. Vogliu Scrive U To Nome 17. Dio Vi Salvi Regina |

| 2001: Rinvivisce |
| --- |
| 1. Isula Strana 2. I Ghjuvannali 3. Lounes Matoub 4. Lochi Mondu 5. Cantu a Pablo Neruda 6. Spartera 7. Rinvivi 8. U Versu Naturale 9. Un Locu 10. Ti Vurria Dì 11. Cuntrastu 12. Chjaruscuru 13. Ghjente D'Irlanda 14. D'Un Volu 15. Euskal Herria 16. Bandera |

| 2003: 30 anni - Giru 2003 (live) |
| --- |
| CD1 (10 Morceaux) 1. Uchjatta: L'Alta strada / A Rivolta / U culombu 2. Amicu ci sì tù 3. Sintineddi 4. In Memoria 5. Bandera 6. Panicca nera 7. Cuntrastu 8. Cavallu 9. U versu naturale 10. Ghjente d'Irlanda CD2 (11 morceaux) 1. Paghjella 2. Scultiscia 3. Ti vurria dì 4. Rinvivì 5. I Ghjuvannali 6. Ballu di a Sarra 7. Cantu a Pablo Neruda 8. Lettara d'Argentina 9. Lounes Matoub 10. L'Armata di l'ombra 11. Sinfunia nustrale |

| 2005: Bataclan 2005 |
| --- |
| 1. Era Oghje Dumane 2. Rinvivi 3. Populu 4. "Allegria 5. Sonniu 6. Sintineddi 7. Voga Per L'Onda 8. Mal'Cunciliu 9. Palistina 10. A Galuppa 11. Lounes Matoub 12. D'Un Volu 13. Lettera D'Argentina 14. Ci Hè Dinu 15. Sunate Lu Cornu 16. U Culombu / A Palatina 17. Sinfunia Mustrale 18. Dio Vi Salvi Regina |

| 2009: Sparte |
| --- |
| 1. Sparte 2. Resisti 3. Si Ribella 4. U Rossu Du L'ore 5. Cusì Sò 6. Fium'orbu 7. Avà Chi Si Sintinella 8. E Canzone Di Natà 9. L'amore Contrapesu 10. Quelle Di L'esiliu 11. Voga Per L'onda 12. Sei Per Ottu |

| 2013: Altrimenti |
| --- |
| 1. Di U Populu 2. Si Ne Vulia Andà 3. Anima 4. Madiba 5. Una Par Tè 6. O Tù 7. Dimmi S'ellu Hè U Veranu 8. Dumandu 9. U To Sguardu 10. Parlà 11. Altrimenti |

| 2016: Oghji (best of remasterisé) |
| --- |
| 1. Sinfunia Nustrale 2. Companero 3. Surella D'Irlanda 4. I Ghjuvannali 5. Sintineddi 6. Viaghji 7. L'Armata Di L'Ombra 8. Allegria 9. Arrietta 10. Citadella Da Fà 11. Sonniu 12. Isula Strana 13. Missaghju |